# 桑乔佩雷斯镇
桑乔佩雷斯镇是西班牙埃斯特雷马杜拉巴达霍斯省的一个市镇。总面积57平方公里，总人口2887人（2001年），人口密度51人/平方公里。